# Ochotona erythrotis
Ochotona erythrotis är en däggdjursart som först beskrevs av Eugen Büchner 1890.  Ochotona erythrotis ingår i släktet Ochotona, familjen pipharar. IUCN kategoriserar arten globalt som livskraftig. Inga underarter finns listade.
Arten är endemisk till Kina och förekommer i östra Qinghai, västra Gansu and norra Sichuan samt i östra Tibet.
Arten når en kroppslängd (huvud och bål) av 18,1 till 18,5 cm och därtill kommer en liten svans. Djuret har 3,2 till 4,2 cm långa bakfötter och 3,2 till 3,9 cm stora öron samt en vikt av 184 till 352 g. På ovansidan och på huvudet förekommer under sommaren ljus rödbrun päls och undersidan är täckt av ljusgrå päls, ibland med gul skugga. Gränsen mellan dessa två färgområden är tydlig. Öronen är bara glest täckta med hår. De kännetecknas av en vit fläck vid basen. Vinterpälsen är på hela kroppen gråaktig. Ochotona erythrotis skiljer sig från andra pipharar i avvikande detaljer av kraniet.
Denna piphare är antagligen systerarten till Ochotona gloveri som delvis har samma utbredning. Vuxna individer lever ensam när honan inte är brunstig. Djuret gräver enkla bon i jorden som är upp till 2 meter långa. Dessutom används hålrum mellan klippor och bergssprickor som gömställen. Ochotona erythrotis äter olika växtdelar som lagras före vintern i boet. Mellan maj och augusti kan honor ha två kullar med 3 till 7 ungar per kull.
Pipharar är allmänt kända för pipande läten men för denna art registrerades fram till 2017 inga läten.